# Rudolfův ostrov

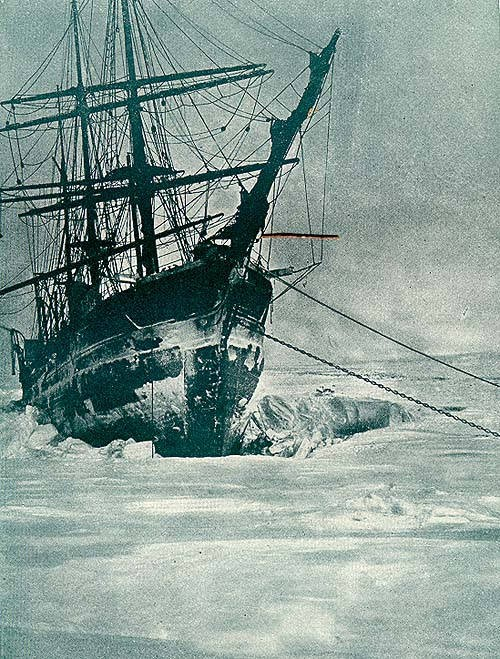
Loď America uvízlá v ledu Teplického zálivu (1904)

Rudolfův ostrov, rusky остров Рудольфа, je nejsevernější ostrov Země Františka Josefa a tím pádem i Evropy a Ruska.
S rozlohou 297 km² je jedním ze sedmi větších ostrovů celého souostroví. Nejsevernějším bodem je mys Fligely (911 km od severního pólu). Ostrov byl objeven během rakousko-uherské polární expedice v letech 1872–1874, její vedoucí poručík Julius Payer jej pojmenoval Kronprinz Rudolph Land po princi Rudolfovi, synovi císaře Františka Josefa I.
Koncem 19 a počátkem 20. století se tento ostrov stal výchozím bodem několika výprav k severnímu pólu, například pro Zieglerovu polární expedici, která u Teplického zálivu strávila zimu v letech 1903–1904. Ruský polárník Georgij Jakovlevič Sedov (1877–1914) na jedné ze svých cest poblíž ostrova zemřel a je zde také pohřben.
Ostrov se nachází blízko hranice trvalého zamrzání moře a je téměř úplně pokryt ledem. Při leteckém průzkumu souostroví v roce 1936 byl na ostrově vyhledán prostor pro leteckou základnu, jejíž stavba byla pod vedením Ivana Dmitrijeviče Papanina vzápětí zahájena. V dubnu 1937 na základně přistálo pět letadel letecké expedice k severnímu pólu Otty Juljeviče Šmidta. Jedno z letadel později 21. května vysadilo Papanina se třemi dalšími polárníky na ledovou kru a další letadla přivezla materiál a zásoby nezbytné k vybudování plovoucí stanice expedice Severní pól 1. Její posádka strávila driftováním na kře 274 dní. V Teplickém zálivu byla postavena meteorologická stanice. Do provozu ji uvedli v létě roku 1932 v rámci Mezinárodního polárního roku, ale opuštěna byla již v roce 1941. Později zde jiná stanice fungovala až do roku 1995. Z několika sovětských stanic ze druhé světové války se mnoho nedochovalo.